# Jan Ottosson
Jan Bo Otto Ottosson (Färgelanda, 10 marzo 1960) è un ex fondista svedese.

## Biografia
In Coppa del Mondo esordì nella gara inaugurale del 9 gennaio 1982 a Reit im Winkl (10°) e ottenne l'unica vittoria, nonché primo podio, il 14 gennaio 1983 nella medesima località.
In carriera prese parte a quattro edizioni dei Giochi olimpici invernali, Sarajevo 1984 (16° nella 30 km, 14° nella 50 km, 1° nella staffetta), Calgary 1988 (16° nella 15 km, 16° nella 30 km, 6° nella 50 km, 1° nella staffetta), Albertville 1992 (11° nella 30 km, 44° nella 50 km, 4° nella staffetta) e Lillehammer 1994 (14° nella 10 km, 18° nella 50 km, 15° nell'inseguimento, 6° nella staffetta), e a cinque dei Campionati mondiali (5° nella staffetta a Oslo 1982 il miglior risultato).

## Palmarès

### Olimpiadi
- 2 medaglie:
  - 2 ori (staffetta[1] a Sarajevo 1984; staffetta[1] a Calgary 1988)

### Coppa del Mondo
- Miglior piazzamento in classifica generale: 7º nel 1982
- 5 podi (tutti individuali[2])[3]:
  - 1 vittoria
  - 1 secondo posto
  - 3 terzi posti

#### Coppa del Mondo - vittorie
| Data            | Località      | Nazione        | Spec.    |
| --------------- | ------------- | -------------- | -------- |
| 14 gennaio 1983 | Reit im Winkl | Germania Ovest | 15 km TC |

Legenda:

TC = tecnica classica